# Devon Lee
Devon Lee, née le 8 août 1975 à Indiana, est une actrice pornographique américaine.

## Biographie
Devon a travaillé comme danseuse de 1998 jusqu'à son transfert vers l'industrie cinématographique. Elle a commencé en pornographie en 2005 à l'âge de 30 ans. Depuis, elle est apparue dans plus de 550 films. pour le compte de prestigieuses productions telles que : Penthouse, Moms Bang Teen, Brazzers. Elle travaille principalement pour les studios Pink Visual, Mercenary Pictures et Pink Kitty Video.
En 2007, elle a épousé l'acteur porno Marcus London à Las Vegas après l'avoir fréquenté pendant 8 mois.
Sa demoiselle d’honneur a été l’actrice porno Lisa Ann, Lexi Lamour et Vivian West. Lee aime aussi la natation, la danse et l’équitation. Elle se déclare une bisexuelle.
Devon est catalogué milf ou cougar en raison de son âge et de son appétence pour de jeunes partenaires des deux sexes.

## Distinctions
Nominations
- 2008 AVN Award – Best POV Sex Scene – Pole Position 6: Lex POV[6]
- 2009 AVN Award – Best Actress – Succubus of the Rouge
- 2009 AVN Award – MILF/Cougar Performer of the Year
- 2010 AVN Award – Best All-Girl Three-Way Sex Scene – All About Ashlynn 2: Girls Only
- 2013 AVN Award – Best Supporting Actress – Spartacus MMXII: The Beginning
- 2013 XBIZ Award – MILF Performer of the Year[7]
- 2013 XBIZ Award – Best Actress (Feature Movie) – Spartacus MMXII The Beginning

## Filmographie sélective
- 2006 : Pole Position 6
- 2007 : No Man's Land MILF Edition 1
- 2008 : All About Ashlynn 2: Girls Only
- 2009 : No Man's Land MILF Edition 3
- 2010 : MILF Orgy
- 2011 : Mothers Teaching Daughters How To Suck Cock 9
- 2012 : Spartacus MMXII The Beginning
- 2013 : Mommy Got Boobs 17
- 2014 : Mother and Daughter Cocksucking Contest 4
- 2015 : Mommy's Favorite Creampies
- 2016 : Kinky Couples Fucking Young Neighbors
- 2017 : Seduced By A Cougar 23439 (webscène)
- 2018 : Anal Superstars 2 (compilation)
- 2018 : MILFs Do It Better (compilation)